# Serie Mundial de 1976
La Serie Mundial de 1976 fue disputada entre Cincinnati Reds y New York Yankees.
Los Cincinnati Reds resultaron ganadores al vencer en la serie por 4 partidos a 0.

## Desarrollo

### Juego 1
| Equipo     | 1 | 2 | 3 | 4 | 5 | 6 | 7 | 8 | 9 | C | H  | E |
| ---------- | - | - | - | - | - | - | - | - | - | - | -- | - |
| New York   | 0 | 1 | 0 | 0 | 0 | 0 | 0 | 0 | 0 | 1 | 5  | 1 |
| Cincinnati | 1 | 0 | 1 | 0 | 0 | 1 | 2 | 0 | X | 5 | 10 | 1 |

LG: Don Gullett (1–0)  LP: Doyle Alexander (0–1)  
HRs:  CIN – Joe Morgan (1)

### Juego 2
| Equipo     | 1 | 2 | 3 | 4 | 5 | 6 | 7 | 8 | 9 | C | H  | E |
| ---------- | - | - | - | - | - | - | - | - | - | - | -- | - |
| New York   | 0 | 0 | 0 | 1 | 0 | 0 | 2 | 0 | 0 | 3 | 9  | 1 |
| Cincinnati | 0 | 3 | 0 | 0 | 0 | 0 | 0 | 0 | 1 | 4 | 10 | 0 |

LG: Jack Billingham (1–0)  LP: Catfish Hunter (0–1)  

### Juego 3
| Equipo     | 1 | 2 | 3 | 4 | 5 | 6 | 7 | 8 | 9 | C | H  | E |
| ---------- | - | - | - | - | - | - | - | - | - | - | -- | - |
| Cincinnati | 0 | 3 | 0 | 1 | 0 | 0 | 0 | 2 | 0 | 6 | 13 | 2 |
| New York   | 0 | 0 | 0 | 1 | 0 | 0 | 1 | 0 | 0 | 2 | 8  | 0 |

LG: Pat Zachry (1–0)  LP: Dock Ellis (0–1)  SV: Will McEnaney (1)  
HRs:  CIN – Dan Driessen (1)  NYY – Jim Mason (1)

### Juego 4
| Equipo     | 1 | 2 | 3 | 4 | 5 | 6 | 7 | 8 | 9 | C | H | E |
| ---------- | - | - | - | - | - | - | - | - | - | - | - | - |
| Cincinnati | 0 | 0 | 0 | 3 | 0 | 0 | 0 | 0 | 4 | 7 | 9 | 2 |
| New York   | 1 | 0 | 0 | 0 | 1 | 0 | 0 | 0 | 0 | 2 | 8 | 0 |

LG: Gary Nolan (1–0)  LP: Ed Figueroa (0–1)  SV: Will McEnaney (2)  
HRs:  CIN – Johnny Bench 2 (2)
|                                                         |
| Campeón de las Grandes Ligas Cincinnati Reds 4.º título |